# 袁汝萃
袁汝萃（1569年1月26日—17世紀），字天遇，號綠巖，湖廣荊州府石首縣人，明朝政治人物。

## 生平
袁汝萃早年出身國子生，以《書經》中萬曆十六年（1588年）湖廣鄉試舉人第六十五名，二十九年（1601年）會試中式第一百七名，成三甲第五十一名進士，獲授河间府教授，轉四川富顺县知县，为治宽严得体，操纵有方，听讼判决如流。又复敦崇学校，一时人士均受陶铸，古循良之遗也。歴升山西按察司僉事、四川布政司參議、四川按察副使。天启初，以奢安之乱，因老疾病重，弹压无力被弹劾罢職。

## 家族
曾祖袁惇，教授。祖父袁宗轍，歲貢。父親袁騰，母親曾氏。